# MTV Brand New

Logo bis Juni 2011

MTV Brand New war ein deutscher Pay-TV-Sender, der vom 1. Februar 2011 bis zum 6. Januar 2021 gesendet hat. Er wurde in MTV Hits umbenannt. Sitz des Spartensenders war in Berlin. Der Sender zeigte rund um die Uhr Musikvideos in einer einzigen Musikstrecke ohne Werbeunterbrechung. Laut Eigendarstellung war er ein „Chartbasierender Musiksender“. Zielgruppe waren männliche und weibliche Zuschauer von 14 bis 39 Jahren. Der Sender war in Deutschland und der Schweiz empfangbar, allerdings nicht in Österreich.
In den Niederlanden gab es einen gleichnamigen Sender vom 1. August 2006 bis 1. Februar 2021.
Der Sender MTV brand:new in Italien wurde am 10. Januar 2011 eingestellt, nachdem er am 14. September 2003 gestartet war.

## Empfang
Der Sender war ab dem Start über die IPTV-Plattform Entertain der Deutschen Telekom (Empfang am 14. Mai 2018 eingestellt) sowie in der Schweiz über UPC Schweiz zu empfangen. Ab dem 1. Dezember 2011 war der Sender auch über die Kabel-Plattform Kabel Premium Extra von Kabel Deutschland empfangbar. Am 9. Juli 2013 folgte der Empfang über Unitymedia (ersetzte dort den Pay-TV-Kanal MTV Music) und ab 11. Juli 2013 war der Sender auch bei Kabel BW zu empfangen. Ab 11. Dezember 2018 auch bei Amazon Prime Video Channels.
Auf UPC Schweiz wurde MTV Brand New durch MTV 90s ersetzt.

## Programm
Bis zum 3. November 2014 gab es auf dem Sender drei Musikstrecken, die jeweils ca. 90 Minuten lang waren und sich alle hintereinander abwechselten.
- "Brand New's Most Wanted"
- "Future Hits"
- "Trendpool"

'Brand New's Most Wanted' reflektierte die meistgesuchten und geladenen Clips aus dem Internet: Um diese Playlist zu erstellen, analysierte die MTV-Musikredaktion in Berlin täglich die relevantesten Plattformen aus den Bereichen Video, P2P und Mobile im Hinblick auf die beliebtesten Musikgenres der Zielgruppe und wählte die populärsten Titel aus.
Die Playlist 'Future Hits' zeigte prognostizierte künftige Chart-Videos.
'Trendpool' widmete sich authentischen und wegweisenden Videos fernab von Mainstream und setzte Akzente in Sachen Musikkompetenz.
Der Sender war werbefrei.
Ab dem 3. November 2014 verzichtete MTV Brand New auf die Ausstrahlung von "Brand New's Most Wanted" und "Trendpool". Das Programm bestand somit größtenteils nur noch aus der Clipstrecke "Future Hits", die einen Mix aus allen Musikstrecken zeigte. Zudem übertrug MTV Brand New am 9. November 2014 erstmals die "Europe Music Awards" live und zeigte in den Wochen danach Wiederholungen der Award-Show. Auch sporadische "MTV Unplugged"-Wiederholungen fanden Einzug ins Programm.
Das Programm von MTV Brand New orientierte sich inzwischen verstärkt an den deutschen Charts. Ebenso spielte der Sender mehr Musik von deutschen Künstlern, insbesondere aus dem Genre deutschen Rap und HipHop.
MTV Brand New zeigte im Gegensatz zu MTV Hits und MTV Dance, die wegen der Ausstrahlung in verschiedenen Ländern unterschiedlichen Jugendschutzbestimmungen gleichermaßen gerecht werden mussten, Musikclips ab 16 und ab 18 Jahren grundsätzlich unzensiert und ungeschnitten. Am 6. April 2017 zensierte MTV Brand New das Video "Mo Bounce" von Iggy Azalea und vertonte die zwei Wörter "Mother fucking" im gesamten Clip.